# Piratas de Bogotá
Piratas de Bogotá es un club de baloncesto colombiano de la ciudad de Bogotá. Uno de los más tradicionales del baloncesto en Colombia fundado en 1997, su último título como campeón fue en el 2014. Su sede para los partidos como local es el Coliseo El Salitre.

## Historia
El club de baloncesto Piratas de Bogotá comenzó su historia profesional en 1995, quedando al año siguiente subcampeón de la IV Copa Costeñita. En sus primeros años, Piratas fue local en el Palacio de Los Deportes de la capital colombiana Participó por primera vez en la Liga Sudamericana de Clubes en 1997 obteniendo el quinto lugar en el torneo. El primer título llegó en 1999. El equipo dirigido por José Tapias, y que contaba con jugadores destacados como John Giraldo y Álvaro Teherán superó en la final a los Sabios de Manizales.
En 2001 Piratas se quedó cerca del bicampeonato luego de caer en la final frente a Paisas de Antioquia. En el año siguiente no hubo temporada, pero en 2003 la rivalidad entre rolos y paisas llegó de nuevo a la final del Baloncesto Profesional Colombiano, esta vez a favor de Piratas que logró su segundo título, una vez más bajo el mando técnico de José Tapias.
Tomás Díaz reemplazó a Tapias en 2004 con total éxito, al ganar el tricampeonato para Piratas luego de superar en la final a los Azucareros del Valle. Las temporadas siguientes el equipo Piratas había sido protagonista hasta el 2008, año en el cual quedó último de la tabla de posiciones, cumpliendo la peor campaña de su historia.

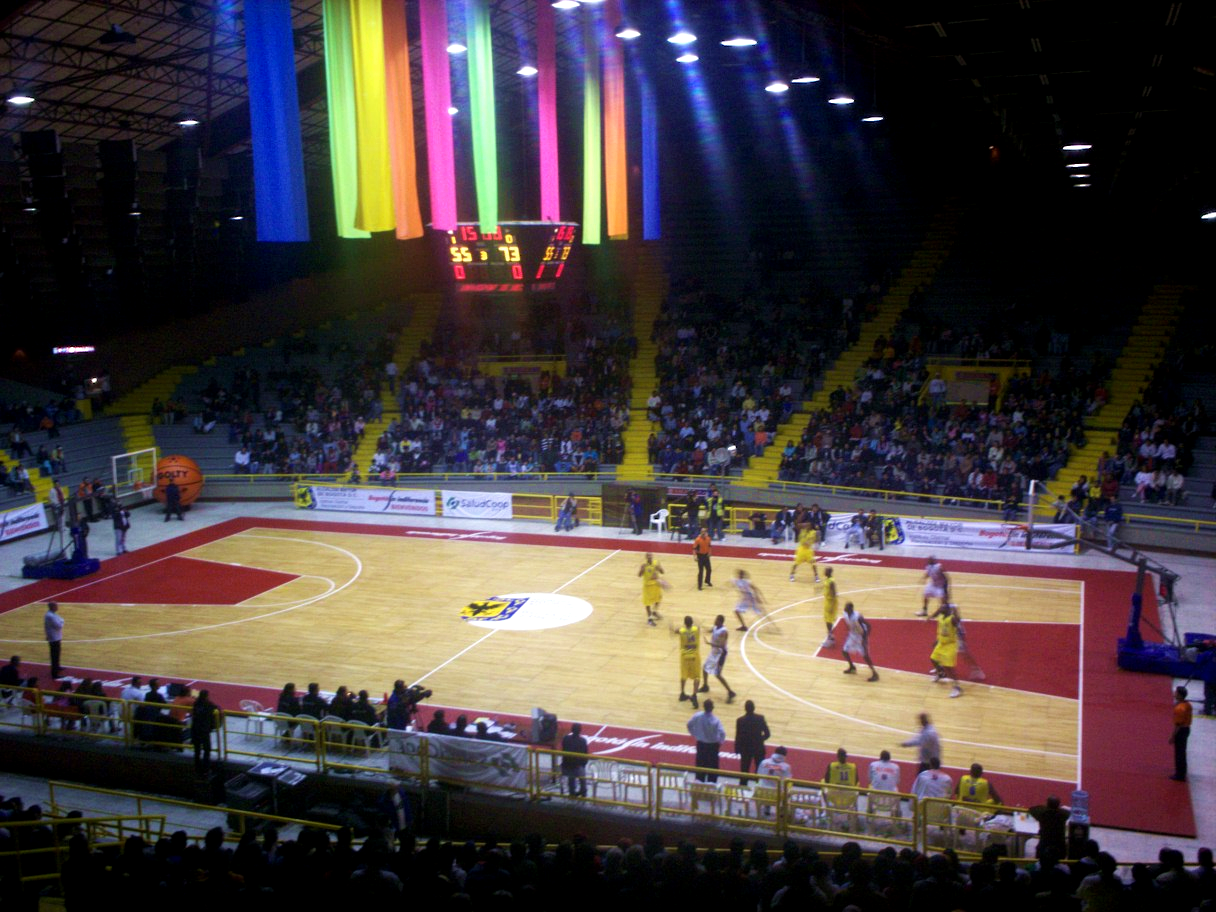
Partido en el Coliseo El Salitre de Bogotá entre Piratas y Búcaros.

La falta de recursos económicos, fue la causa de su ausencia en las temporadas 2011 y 2012 del torneo de baloncesto invitacional.
El club anunció su reaparición en el torneo nacional a partir de la temporada 2013, con la aparición de la Liga Directv Profesional.
A través de la resolución No. 001502 del 3 de julio del año 2014 ratificada por Coldeportes se convirtió en el quinto equipo de baloncesto en Colombia con reconocimiento deportivo y así poder ser considerado un equipo profesional comoPiratas Bogotá S.A.. 
.

## Palmarés

### Torneos nacionales
- Liga Profesional de Baloncesto (4): 1999, 2003, 2004 y 2014
- Subcampeón de la Liga Profesional de Baloncesto (2): 1996 y 2001

### Participaciones internacionales
- Liga Sudamericana de Clubes: 5° lugar 1997, 10° (primera fase) 2001
- Campeonato Sudamericano de Clubes Campeones: 5° lugar 2000